# Cách mạng Bỉ
Cách mạng Bỉ (tiếng Pháp: Révolution belge, tiếng Hà Lan: Belgische Revolutie/opstand/omwenteling) là cuộc xung đột dẫn đến sự ly khai của các tỉnh phía Nam (chủ yếu là miền Nam Hà Lan cũ) tách khỏi Vương quốc Hà Lan và thành lập Vương quốc Bỉ độc lập.
Người dân miền nam chủ yếu là người Flemish (người nói tiếng địa phương Hạ Franken) và người Walloons (người nói tiếng địa phương Langue). Cả hai dân tộc này theo truyền thống Công giáo La Mã trái ngược với người Tin lành (Giáo hội Cải cách Hà Lan) phần lớn ở miền bắc. Nhiều người theo chủ nghĩa tự do thẳng thắn coi sự cai trị của Vua William I là chuyên quyền. Có tỷ lệ thất nghiệp cao và tình trạng bất ổn công nghiệp trong các tầng lớp lao động.
Vào ngày 25 tháng 8 năm 1830, bạo loạn nổ ra ở Brussels và các cửa hàng bị cướp phá. Khán giả vừa xem vở opera dân tộc La muette de Portici đã tham gia đốt phá. Cuộc nổi dậy sau đó nổ ra ở các nơi khác trong nước. Các nhà máy đã bị chiếm đóng và máy móc bị phá hủy. Trật tự đã được khôi phục trong một thời gian ngắn sau khi William giao quân cho các tỉnh phía Nam nhưng bạo loạn vẫn tiếp tục và sự lãnh đạo đã do những kẻ cực đoan, những người bắt đầu nói về việc ly khai, cầm đầu.
Các đơn vị Hà Lan chứng kiến sự đào ngũ hàng loạt của các tân binh từ các tỉnh phía Nam và rút quân khỏi vùng này. Các lãnh đạo ở Brussels đã bỏ phiếu ủng hộ việc ly khai và tuyên bố độc lập. Sau đó, một Quốc hội đã được tập hợp. Vua William đã kiềm chế hành động quân sự và kêu gọi các cường quốc hỗ trợ. Kết quả là Hội nghị London năm 1830 của các cường quốc châu Âu đã công nhận nền độc lập của Bỉ. Sau khi Leopold I trở thành "Vua của người Bỉ" vào năm 1831, Vua William đã thực hiện một nỗ lực muộn màng để tái chiếm Bỉ và khôi phục vị trí của mình thông qua một chiến dịch quân sự. "Chiến dịch mười ngày" này đã thất bại vì sự can thiệp của quân đội Pháp. Người Hà Lan chỉ chấp nhận quyết định của hội nghị Luân Đôn và độc lập của Bỉ vào năm 1839 bằng cách ký Hiệp ước Luân Đôn.

## Sách tham khảo
- Fishman, J. S. "The London Conference of 1830," Tijdschrift voor Geschiedenis (1971) 84#3 pp 418–428.
- Fishman, J. S. Diplomacy and Revolution: The London Conference of 1830 and the Belgian Revolt (Amsterdam, 1988)
- Kossmann, E. H. The Low Countries 1780–1940 (1978), pp 151–60
- Kossmann-Putto, J. A. and E. H. Kossmann. The Low Countries: History of the Northern and Southern Netherlands (1987)
- Omond. G. W. T. "The Question of the Netherlands in 1829-1830," Transactions of the Royal Historical Society (1919) vol 2 pp. 150–171 in JSTOR
- Pirenne, Henri (1948). Histoire de Belgique (bằng tiếng Pháp). Quyển VII: De la Révolution de 1830 à la Guerre de 1914 (ấn bản thứ 2). Brussels: Maurice Lamertin.
- Schroeder, Paul W. The Transformation of European Politics 1763-1848 (1994) pp 671–91
- Stallaerts, Robert. The A to Z of Belgium (2010)
- Witte, Els; và đồng nghiệp (2009). Political History of Belgium: From 1830 Onwards. Asp / Vubpress / Upa. tr. 21ff. ISBN 9789054875178.